# Archytas infuscatus
Archytas infuscatus är en tvåvingeart som först beskrevs av Wulp 1892.  Archytas infuscatus ingår i släktet Archytas och familjen parasitflugor. Inga underarter finns listade i Catalogue of Life.